# Marcinowo (district Gołdap)
Marcinowo (Duits: Marczinowen; 1938-1945: Martinsdorf) is een plaats in het Poolse woiwodschap Ermland-Mazurië, in het district Gołdap. De plaats maakt deel uit van de stad- en landgemeente Gołdap.